# The Hopes of Blind Alley
The Hopes of Blind Alley er en amerikansk stumfilm fra 1914 af Allan Dwan.

## Medvirkende
- Murdock MacQuarrie som Jean Basse.
- Pauline Bush som Pauline.
- George Cooper.
- William C. Dowlan.